# Spelmodifiering
Spelmodifiering eller moddning som det främst kallas inom spelkretsar är ett fenomen där spelare lägger till eller ändrar (modifierar) innehåll i ett datorspel, oftast på ett amatörmässigt vis. Modifikationerna, som brukar kallas modd, i kortform, är generellt sett alltid skapade av spelarna, så kallade moddare, och finns oftast att ladda ned gratis på Internet, men kräver originalprodukten för att kunna köras. Ett exempel på en av de mest kända spelmodifikationerna är Counter-Strike, som från början var en modifikation till datorspelet Half-Life, men som på grund av dess popularitet lanserades som ett eget datorspel.
Storleken och möjligheten att installera modds varierar från spel till spel. Som exempel kan en mindre modifikation vara en mindre ändring inom spelets programkod som ger en liten förändring i hur spelet spelas, och ett större modifieringsprojekt vara ett försök ändra så många aspekter av spelet som möjligt (grafik, programkod, speldesign, etc) för att skapa en ny upplevelse för de som spelar spelet.
En del datorspelsutvecklare ser modifikationer som ett sätt att hålla sina datorspel vid liv och många försöker stödja "moddare" genom att släppa modifikationsverktyg som förenklar modifikationsskapandet.